# 4 FORCE
『4 FORCE』（フォース）は、日本の音楽グループEvery Little Thingの4枚目のアルバム。2001年3月22日にavex traxから発売された。

## 概要
- オリジナルアルバムとしては前作『eternity』より約1年振りとなり、キーボードの五十嵐充が脱退し、持田香織と伊藤一朗の2人体制になってからの初のアルバムとなる。
- オリジナルアルバムで唯一、インストゥルメンタルの楽曲が収録されておらず、全て歌だけで構成された形となっている。
- このアルバム以降、基本的に作詞は全て持田が手がけている。また、本作では初めて持田が単独で作曲を手掛けた曲も2曲収録されている。
- 山梨県の山中湖にあるスタジオで本作の合宿レコーディングが行われた。
- 初回限定盤はスリーブケース仕様。
- デビュー当時からのサポートメンバーの一人で、二人体制になってから楽曲のアレンジに関わっていた桑島幻矢は、本作を最後にELTの楽曲制作から離れることとなった（その後サポートメンバーからも外れ、以降は表立った活動をしていない）。

## 収録曲
- 全曲作詞：持田香織
- 収録合計時間：51:40

1. Graceful World (5:05)
作曲：大谷靖夫 / 編曲：伊藤一朗・桑島幻矢・大谷靖夫
18thシングル。
TBS系ドラマ「ビッグウイング」主題歌
2. JIRENMA (Album Mix) (4:26)
作曲：伊藤一朗 / 編曲：伊藤一朗・桑島幻矢
17thシングル2曲目のアレンジ。
劇場版「頭文字D Third Stage」エンディングテーマ
伊藤が初めて単独で作曲したシングル曲。
3. 愛のカケラ (4:53)
作曲：多胡邦夫 / 編曲：伊藤一朗・桑島幻矢
16thシングル。
資生堂「マシェリ」CMソング
4. Good for nothing (4:41)
作曲：持田香織 / 編曲：桑島幻矢
5. 鮮やかなもの (4:16)
作曲：多胡邦夫 / 編曲：桑島幻矢・伊藤一朗
6. sweetaholic girl (4:48)
作曲：持田香織 / 編曲：桑島幻矢
7. Home Sweet Home (4:38)
作曲：原一博 / 編曲：星野靖彦・桑島幻矢
8. fragile (4:51)
作曲：菊池一仁 / 編曲：伊藤一朗・桑島幻矢・菊池一仁
17thシングル1曲目。
フジテレビ系「あいのり」主題歌
9. No limit (4:21)
作曲：D･A･I / 編曲：村田昭
10. force of heart (4:39)
作曲：伊藤一朗 / 編曲：桑島幻矢
テレビ朝日系「百獣戦隊ガオレンジャーQuest11「父親上京。」挿入歌
11. One (5:02)
作曲：D･A･I / 編曲：桑島幻矢

## その他の収録アルバム (シングル曲除く)
- 鮮やかなもの
  - 『Every Ballad Songs』
  - 『ACOUSTIC:LATTE』(アレンジ、新録音して収録)
- One
  - 『Every Ballad Songs』

## 参加ミュージシャン
Every Little Thing
- 持田香織：Vocal, Chorus
- 伊藤一朗：Electric Guitar, Acoustic Guitar

Support Musician
- 桑島幻矢：Keyboards, Programming
- 星野靖彦：Keyboards, Programming (#7)
- 村田昭：Keyboards, Programming (#9)
- 加藤薫：Acoustic Guitar (#1.3.8)
- 笛吹利明：Acoustic Guitar (#5)